# Michail Mamiašvili
Michail Gerazievič Mamiašvili (Михаил Геразиевич Мамиашвили; * 21. listopadu 1963 Konotop, Sovětský svaz) je bývalý sovětský reprezentant v zápase řecko-římském.
V roce 1988 na olympijských hrách v Soulu vybojoval v kategorii do 82 kg zlatou medaili. Třikrát se stal mistrem světa, jednou mistrem Evropy a třikrát sovětským šampiónem.